# Vicente del Bosque
Vicente del Bosque González, 1º marchese di Del Bosque (Salamanca, 23 dicembre 1950) è un ex calciatore e allenatore di calcio spagnolo, di ruolo centrocampista.
Nel 2010 è divenuto il secondo allenatore nella storia del calcio, dopo Marcello Lippi, ad aver vinto i massimi tornei internazionali sia con una nazionale sia con un club, essendosi aggiudicato alla guida del Real Madrid due UEFA Champions League (nel 1999-2000 e nel 2001-2002) e una Coppa Intercontinentale (nel 2002) e alla guida della nazionale spagnola il campionato del mondo 2010 e il campionato d'Europa 2012.
È stato eletto per una volta miglior allenatore di club dell'anno dall'IFFHS e per quattro volte miglior commissario tecnico (nel 2009, nel 2010, nel 2012 e nel 2013, mentre nel 2011 si è piazzato secondo dietro a Óscar Tabárez). Nel 2012 ha vinto il premio FIFA World Coach of the Year tra gli allenatori di calcio maschile, dopo il secondo posto del 2010.
In virtù dei successi conseguiti alla guida della nazionale spagnola, il 4 febbraio 2011 il re di Spagna Juan Carlos I ha conferito a del Bosque il titolo di marchese, che potrà essere ereditato dai suoi successori.

## Carriera

### Giocatore
Del Bosque era un buon centrocampista difensivo. Militò nel Real Madrid Castilla, nel Castellón, nel Córdoba e nel Real Madrid. Da giocatore vinse cinque scudetti e quattro Coppe del Re con il Real Madrid. Con le merengues raggiunse la finale della Coppa dei Campioni 1980-1981 perdendo contro il Liverpool, dopo aver eliminato l'Inter in semifinale. Il 17 aprile 1975 fece il suo esordio nella nazionale spagnola, con la quale disputò 18 partite, segnando un gol e prendendo parte al Campionato europeo di calcio 1980.

### Allenatore

#### Real Madrid
Cominciò la carriera da allenatore con le giovanili del Real Madrid dal 1985 al 1987. Fino al 1992 allenò il Real Madrid B. Fu l'allenatore ad interim della prima squadra dall'8 marzo al 30 giugno 1994, dopo l'esonero del tecnico Benito Floro. Qui ebbe come assistente un Rafael Benítez alle prime armi. Il 21 gennaio 1996 venne di nuovo chiamato ad allenare ad interim la prima squadra dopo l'esonero di Jorge Valdano e prima dell'arrivo di Arsenio Iglesias, insediatosi il 24 gennaio.
Il 17 novembre 1999, dopo l'esonero di John Toshack, venne chiamato per la terza volta ad allenare la prima squadra, in crisi di risultati, e in un primo momento si pensava che dovesse ancora svolgere il ruolo di traghettatore; a fine stagione arrivò la vittoria in UEFA Champions League nel 1999-2000 e il 5º posto in campionato, che lo portarono ad essere confermato anche per la stagione successiva. Da allora vinse due campionati spagnoli, nel 2000-2001 e 2002-2003, una Supercoppa di Spagna nel 2001, una UEFA Champions League nel 2001-2002, una Coppa Intercontinentale nel 2002 e una Supercoppa europea sempre nel 2002.
Il 23 giugno 2003, all'indomani della vittoria del campionato, il presidente del club madrileno Florentino Pérez decise clamorosamente di non confermarlo alla guida della squadra (sostituendolo con il portoghese Carlos Queiroz). Del Bosque lasciò il club madrileno dopo aver vinto sette trofei in quattro anni e mezzo.

#### Beşiktaş
Il 7 giugno 2004 venne ingaggiato dal Beşiktaş. Fu eliminato dalla Coppa UEFA nella fase a gironi. Il 27 gennaio 2005, dopo la sconfitta per 3-1 contro il Konyaspor al quarto turno della Coppa di Turchia, costata l'eliminazione dalla competizione, fu esonerato. Lasciò la squadra al sesto posto, dopo aver totalizzato 8 vittorie, 5 pareggi e 4 sconfitte in campionato.

#### Cádiz
Il 20 giugno 2007 venne ingaggiato dalla nuova presidenza del Cádiz nelle vesti di direttore sportivo.

#### Nazionale spagnola

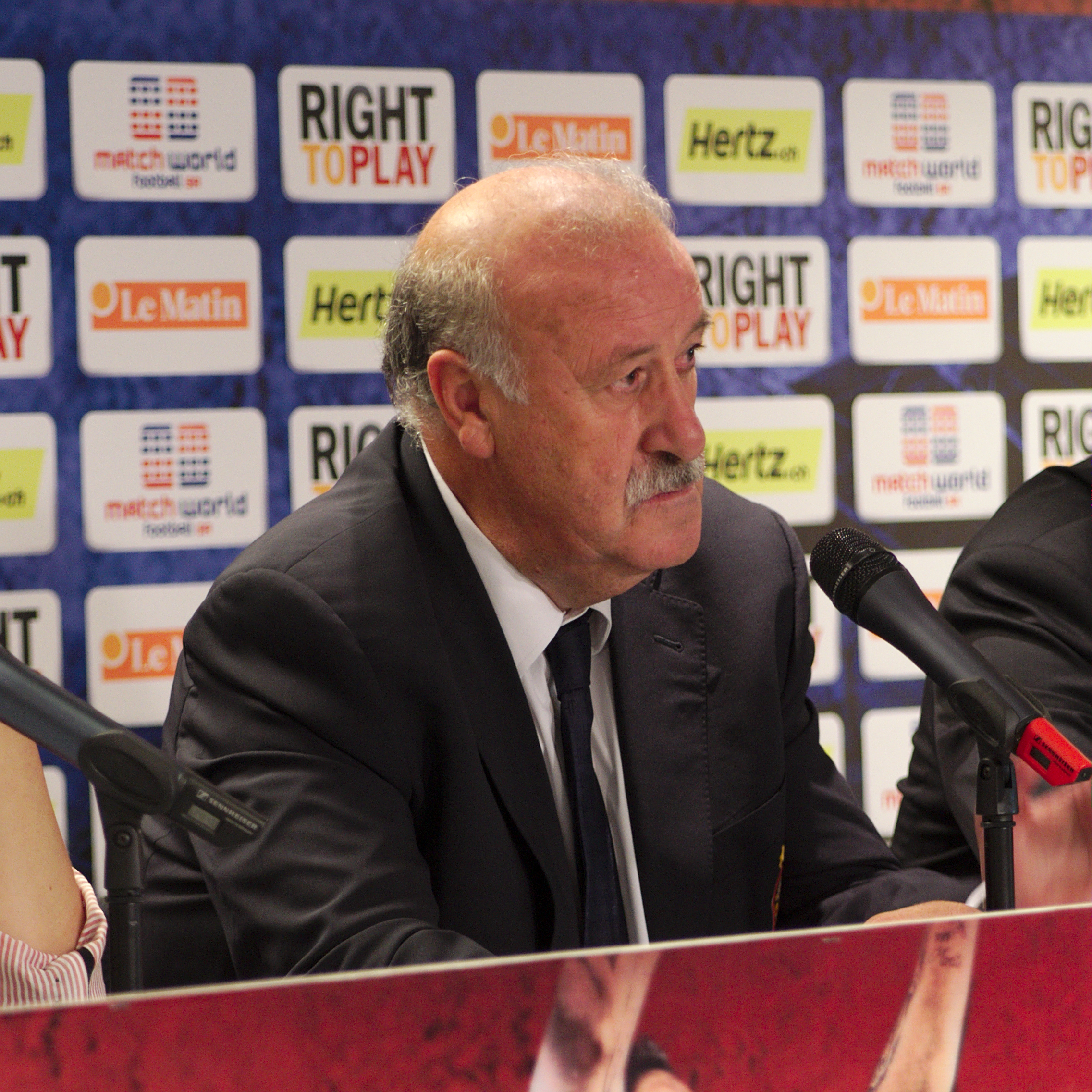
Del Bosque ad una conferenza stampa come commissario tecnico della nazionale spagnola nel 2013.

Il 15 luglio 2008 la Federazione calcistica spagnola ufficializzò del Bosque come nuovo CT della nazionale spagnola in sostituzione di Luis Aragonés, che aveva appena condotto la squadra alla vittoria del campionato d'Europa 2008. Esordì il 20 agosto alla guida delle furie rosse nell'amichevole vinta per 3-0 contro la Danimarca. La prima competizione internazionale a cui prese parte fu la Confederations Cup 2009, dove si piazzò al primo posto nel girone, per poi perdere in semifinale contro gli Stati Uniti per 2-0 e ottenere il terzo posto battendo per 3-2 il padroni di casa del Sudafrica nella finale di consolazione.
Qualificatasi al primo posto del proprio girone per i campionato mondiale 2010, la Spagna di del Bosque si piazzò al primo posto nella fase a gironi del torneo, a pari punti con il Cile di Marcelo Bielsa. Sconfisse poi agli ottavi di finale il Portogallo, ai quarti il Paraguay e in semifinale la Germania. L'11 luglio 2010 del Bosque guidò la Roja alla vittoria della Coppa del mondo, la prima per la Spagna, grazie alla vittoria per 1-0 ai tempi supplementari nella finale del Soccer City Stadium di Johannesburg contro i Paesi Bassi.
Qualificatasi al campionato d'Europa 2012 grazie al primo posto nel girone, nella fase finale del torneo la Spagna di del Bosque vinse il proprio girone, poi superò ai quarti la Francia e in semifinale il Portogallo. Il 1º luglio 2012, allo stadio olimpico di Kiev, le furie rosse vinsero il campionato d'Europa battendo in finale l'Italia per 4-0. L'anno successivo del Bosque partecipò per la seconda volta alla Confederations Cup, dove, dopo aver chiuso al primo posto il girone, la Spagna vinse in semifinale contro l'Italia per 7-6 dopo i tiri di rigore e perse la finale per 3-0 contro il Brasile.
Al campionato mondiale 2014, dopo una qualificazione al primo posto nel suo girone, a seguito della sconfitta per 2-0 contro il Cile, fu eliminato al primo turno da campione uscente, venendo comunque riconfermato in panchina. Ottenuta la qualificazione per l'Europeo del 2016 arrivando al primo posto del proprio girone, dopo aver superato il primo turno, la Spagna di del Bosque fu eliminata dall'Italia (sconfitta 2-0) negli ottavi di finale ed il CT annunciò di non voler rinnovare il suo contratto. Il 4 luglio seguente la Federcalcio spagnola ufficializzò l'interruzione del rapporto. Chiuse il suo ciclo dopo aver guidato le Furie Rosse per 114 partite ottenendo 89 vittorie, 8 pareggi e 17 sconfitte; sulla panchina della nazionale gli subentrò Julen Lopetegui.
Il 7 agosto 2016 annunciò la sua volontà di terminare la carriera da allenatore.

## Statistiche

### Cronologia presenze e reti in nazionale
| Cronologia completa delle presenze e delle reti in nazionale ― Spagna | Cronologia completa delle presenze e delle reti in nazionale ― Spagna | Cronologia completa delle presenze e delle reti in nazionale ― Spagna | Cronologia completa delle presenze e delle reti in nazionale ― Spagna | Cronologia completa delle presenze e delle reti in nazionale ― Spagna | Cronologia completa delle presenze e delle reti in nazionale ― Spagna | Cronologia completa delle presenze e delle reti in nazionale ― Spagna | Cronologia completa delle presenze e delle reti in nazionale ― Spagna |
| Data                                                                  | Città                                                                 | In casa                                                               | Risultato                                                             | Ospiti                                                                | Competizione                                                          | Reti                                                                  | Note                                                                  |
| --------------------------------------------------------------------- | --------------------------------------------------------------------- | --------------------------------------------------------------------- | --------------------------------------------------------------------- | --------------------------------------------------------------------- | --------------------------------------------------------------------- | --------------------------------------------------------------------- | --------------------------------------------------------------------- |
| 17-4-1975                                                             | Madrid                                                                | Spagna                                                                | 1 – 1                                                                 | Romania                                                               | Qual. Euro 1976                                                       | -                                                                     |                                                                       |
| 12-10-1975                                                            | Barcellona                                                            | Spagna                                                                | 2 – 0                                                                 | Danimarca                                                             | Qual. Euro 1976                                                       | -                                                                     | 46’                                                                   |
| 16-11-1975                                                            | Bucarest                                                              | Romania                                                               | 2 – 2                                                                 | Spagna                                                                | Qual. Euro 1976                                                       | -                                                                     |                                                                       |
| 24-4-1976                                                             | Madrid                                                                | Spagna                                                                | 1 – 1                                                                 | Germania Ovest                                                        | Qual. Euro 1976                                                       | -                                                                     |                                                                       |
| 22-5-1976                                                             | Monaco di Baviera                                                     | Germania Ovest                                                        | 2 – 0                                                                 | Spagna                                                                | Qual. Euro 1976                                                       | -                                                                     |                                                                       |
| 10-10-1976                                                            | Siviglia                                                              | Spagna                                                                | 1 – 0                                                                 | Jugoslavia                                                            | Qual. Mondiali 1978                                                   | -                                                                     | 28’                                                                   |
| 27-3-1977                                                             | Alicante                                                              | Spagna                                                                | 1 – 1                                                                 | Ungheria                                                              | Amichevole                                                            | -                                                                     |                                                                       |
| 4-10-1978                                                             | Zagabria                                                              | Jugoslavia                                                            | 1 – 2                                                                 | Spagna                                                                | Qual. Euro 1980                                                       | -                                                                     |                                                                       |
| 8-11-1978                                                             | Parigi                                                                | Francia                                                               | 1 – 0                                                                 | Spagna                                                                | Amichevole                                                            | -                                                                     | 46’                                                                   |
| 15-11-1978                                                            | Valencia                                                              | Spagna                                                                | 1 – 0                                                                 | Romania                                                               | Qual. Euro 1980                                                       | -                                                                     |                                                                       |
| 13-12-1978                                                            | Salamanca                                                             | Spagna                                                                | 5 – 0                                                                 | Cipro                                                                 | Qual. Euro 1980                                                       | 1                                                                     | cap.                                                                  |
| 14-3-1979                                                             | Bratislava                                                            | Cecoslovacchia                                                        | 1 – 0                                                                 | Spagna                                                                | Amichevole                                                            | -                                                                     | 46’                                                                   |
| 4-4-1979                                                              | Craiova                                                               | Romania                                                               | 2 – 2                                                                 | Spagna                                                                | Qual. Euro 1980                                                       | -                                                                     | 59’                                                                   |
| 10-10-1979                                                            | Valencia                                                              | Spagna                                                                | 0 – 1                                                                 | Jugoslavia                                                            | Qual. Euro 1980                                                       | -                                                                     |                                                                       |
| 14-11-1979                                                            | Cadice                                                                | Spagna                                                                | 1 – 3                                                                 | Danimarca                                                             | Amichevole                                                            | -                                                                     |                                                                       |
| 9-12-1979                                                             | Limassol                                                              | Cipro                                                                 | 1 – 3                                                                 | Spagna                                                                | Qual. Euro 1980                                                       | -                                                                     | 72’                                                                   |
| 16-4-1980                                                             | Gijón                                                                 | Spagna                                                                | 2 – 2                                                                 | Cecoslovacchia                                                        | Amichevole                                                            | -                                                                     | cap.                                                                  |
| 15-6-1980                                                             | Milano                                                                | Belgio                                                                | 2 – 1                                                                 | Spagna                                                                | Euro 1980 - 1º turno                                                  | -                                                                     | 37’                                                                   |
| Totale                                                                |                                                                       | Presenze                                                              | 18                                                                    |                                                                       | Reti                                                                  | 1                                                                     |                                                                       |

### Statistiche da allenatore

#### Club
Statistiche aggiornate al 30 gennaio 2005. In grassetto le competizioni vinte.
| Stagione           | Squadra            | Campionato         | Campionato | Campionato | Campionato | Campionato | Coppe nazionali | Coppe nazionali | Coppe nazionali | Coppe nazionali | Coppe nazionali | Coppe continentali | Coppe continentali | Coppe continentali | Coppe continentali | Coppe continentali | Altre coppe | Altre coppe | Altre coppe | Altre coppe | Altre coppe | Totale | Totale | Totale | Totale | % Vittorie | Piazzamento |
| Stagione           | Squadra            | Comp               | G          | V          | N          | P          | Comp            | G               | V               | N               | P               | Comp               | G                  | V                  | N                  | P                  | Comp        | G           | V           | N           | P           | G      | V      | N      | P      | %          | Piazzamento |
| ------------------ | ------------------ | ------------------ | ---------- | ---------- | ---------- | ---------- | --------------- | --------------- | --------------- | --------------- | --------------- | ------------------ | ------------------ | ------------------ | ------------------ | ------------------ | ----------- | ----------- | ----------- | ----------- | ----------- | ------ | ------ | ------ | ------ | ---------- | ----------- |
| mar.-giu. 1994     | Real Madrid        | PD                 | 11         | 5          | 1          | 5          | CR              | -               | -               | -               | -               | CdC                | 1                  | 0                  | 1                  | 0                  | SS+CIA      | 0+2         | 1           | 0           | 1           | 14     | 6      | 2      | 6      | 42,86      | Sub. 4º     |
| gen. 1996          | Real Madrid        | PD                 | 1          | 1          | 0          | 0          | CR              | -               | -               | -               | -               | UCL                | -                  | -                  | -                  | -                  | SS          | -           | -           | -           | -           | 1      | 1      | 0      | 0      | 100,00&    | Ad interim  |
| nov. 1999-2000     | Real Madrid        | PD                 | 27         | 13         | 8          | 6          | CR              | 6               | 2               | 2               | 2               | UCL                | 11                 | 6                  | 2                  | 3                  | Cmc         | 4           | 2           | 2           | 0           | 48     | 23     | 14     | 11     | 47,92      | Sub. 5º     |
| 2000-2001          | Real Madrid        | PD                 | 38         | 24         | 8          | 6          | CR              | 1               | 0               | 0               | 1               | UCL                | 16                 | 9                  | 2                  | 5                  | SU+CInt     | 1+1         | 0+0         | 0+0         | 1+1         | 57     | 33     | 10     | 14     | 57,89      | 1º          |
| 2001-2002          | Real Madrid        | PD                 | 38         | 19         | 9          | 10         | CR              | 9               | 5               | 0               | 4               | UCL                | 17                 | 12                 | 3                  | 2                  | SS          | 2           | 2           | 0           | 0           | 66     | 38     | 12     | 16     | 57,58      | 3º          |
| 2002-2003          | Real Madrid        | PD                 | 38         | 22         | 12         | 4          | CR              | 6               | 3               | 2               | 1               | UCL                | 16                 | 7                  | 5                  | 4                  | SU+CInt     | 1+1         | 1+1         | 0+0         | 0+0         | 62     | 34     | 19     | 9      | 54,84      | 1º          |
| Totale Real Madrid | Totale Real Madrid | Totale Real Madrid | 153        | 84         | 38         | 31         |                 | 22              | 10              | 4               | 8               |                    | 61                 | 34                 | 13                 | 14                 |             | 12          | 7           | 2           | 3           | 248    | 135    | 57     | 56     | 54,44      |             |
| 2004-gen. 2005     | Beşiktaş           | T.1L               | 17         | 8          | 5          | 4          | CT              | 2               | 1               | 0               | 1               | CU                 | 6                  | 2                  | 2                  | 2                  | -           | -           | -           | -           | -           | 25     | 11     | 7      | 7      | 44,00      | Eson.       |
| Totale carriera    | Totale carriera    | Totale carriera    | 170        | 92         | 43         | 35         |                 | 24              | 11              | 4               | 9               |                    | 67                 | 36                 | 15                 | 16                 |             | 12          | 7           | 2           | 3           | 273    | 146    | 64     | 63     | 53,48      |             |

#### Nazionale
Statistiche aggiornate al 30 luglio 2016.
| Squadra | Naz               | dal            | al            | Record | Record | Record | Record     | Record | Record | Record | Record |
| G       | V                 | N              | P             | GF     | GS     | DR     | % Vittorie |        |        |        |        |
| ------- | ----------------- | -------------- | ------------- | ------ | ------ | ------ | ---------- | ------ | ------ | ------ | ------ |
| Spagna  | Spagna (bandiera) | 16 luglio 2008 | 4 luglio 2016 | 114    | 87     | 10     | 17         | 254    | 72     | +182   | 76,32  |

#### Nazionale nel dettaglio
| 2008             | Spagna        | Qual. Mondiale 2010     | 1º nel Gruppo 5, qualificato    | 4   | 4  | 0  | 0  | 100,00& | 10  | 1  | +9   |
| 2009             | Spagna        | Qual. Mondiale 2010     | 1º nel Gruppo 5, qualificato    | 6   | 6  | 0  | 0  | 100,00& | 18  | 4  | +14  |
| giu. 2009        | Spagna        | Confederations Cup 2009 | 3º                              | 5   | 4  | 0  | 1  | 80,00   | 11  | 4  | +7   |
| giu.- lug. 2010  | Spagna        | Mondiale 2010           | Vincitore                       | 7   | 6  | 0  | 1  | 85,71   | 8   | 1  | +7   |
| 2010             | Spagna        | Qual. Europeo 2012      | 1º nel Gruppo I, qualificato    | 3   | 3  | 0  | 0  | 100,00& | 10  | 3  | +7   |
| 2011             | Spagna        | Qual. Europeo 2012      | 1º nel Gruppo I, qualificato    | 5   | 5  | 0  | 0  | 100,00& | 16  | 3  | +13  |
| giu.-lug. 2012   | Spagna        | Europeo 2012            | Vincitore                       | 6   | 4  | 2  | 0  | 66,67   | 12  | 1  | +11  |
| 2012             | Spagna        | Qual. Mondiale 2014     | 1º nel Gruppo I, qualificato    | 3   | 2  | 1  | 0  | 66,67   | 6   | 1  | +5   |
| 2013             | Spagna        | Qual. Mondiale 2014     | 1º nel Gruppo I, qualificato    | 5   | 4  | 1  | 0  | 80,00   | 8   | 2  | +6   |
| giu. 2013        | Spagna        | Confederations Cup 2013 | 2º                              | 5   | 3  | 1  | 1  | 60,00   | 15  | 4  | +11  |
| giu. 2014        | Spagna        | Mondiale 2014           | Fase a gironi (3º nel Gruppo B) | 3   | 1  | 0  | 2  | 33,33   | 4   | 7  | -3   |
| 2014             | Spagna        | Qual. Europeo 2016      | 1º nel Gruppo C, qualificato    | 4   | 3  | 0  | 1  | 75,00   | 13  | 3  | +10  |
| 2015             | Spagna        | Qual. Europeo 2016      | 1º nel Gruppo C, qualificato    | 6   | 6  | 0  | 0  | 100,00& | 10  | 0  | +10  |
| giu. 2016        | Spagna        | Europeo 2016            | Ottavi di finale                | 4   | 2  | 0  | 2  | 50,00   | 5   | 4  | +1   |
| Dal 2008 al 2016 | Spagna        | Amichevoli              |                                 | 48  | 34 | 5  | 9  | 70,83   | 108 | 36 | +72  |
| Totale Spagna    | Totale Spagna | Totale Spagna           | Totale Spagna                   | 114 | 87 | 10 | 17 | 76,32   | 254 | 72 | +182 |

#### Panchine da commissario tecnico della nazionale spagnola
| Cronologia completa delle presenze e delle reti in nazionale ― Spagna | Cronologia completa delle presenze e delle reti in nazionale ― Spagna | Cronologia completa delle presenze e delle reti in nazionale ― Spagna | Cronologia completa delle presenze e delle reti in nazionale ― Spagna | Cronologia completa delle presenze e delle reti in nazionale ― Spagna | Cronologia completa delle presenze e delle reti in nazionale ― Spagna | Cronologia completa delle presenze e delle reti in nazionale ― Spagna | Cronologia completa delle presenze e delle reti in nazionale ― Spagna |
| Data                                                                  | Città                                                                 | In casa                                                               | Risultato                                                             | Ospiti                                                                | Competizione                                                          | Reti                                                                  | Note                                                                  |
| --------------------------------------------------------------------- | --------------------------------------------------------------------- | --------------------------------------------------------------------- | --------------------------------------------------------------------- | --------------------------------------------------------------------- | --------------------------------------------------------------------- | --------------------------------------------------------------------- | --------------------------------------------------------------------- |
| 20-8-2008                                                             | Copenaghen                                                            | Danimarca                                                             | 0 – 3                                                                 | Spagna                                                                | Amichevole                                                            | 2 Xabi Alonso Xavi                                                    | Cap:I.Casillas                                                        |
| 6-9-2008                                                              | Murcia                                                                | Spagna                                                                | 1 – 0                                                                 | Bosnia ed Erzegovina                                                  | Qual. Mondiali 2010                                                   | David Villa                                                           | Cap: I.Casillas                                                       |
| 10-9-2008                                                             | Albacete                                                              | Spagna                                                                | 4 – 0                                                                 | Armenia                                                               | Qual. Mondiali 2010                                                   | Joan Capdevila 2 David Villa Marcos Senna                             | Cap: I.Casillas                                                       |
| 11-10-2008                                                            | Tallinn                                                               | Estonia                                                               | 0 – 3                                                                 | Spagna                                                                | Qual. Mondiali 2010                                                   | Juanito David Villa (rig.) Carles Puyol                               | Cap: I.Casillas                                                       |
| 15-10-2008                                                            | Bruxelles                                                             | Belgio                                                                | 1 – 2                                                                 | Spagna                                                                | Qual. Mondiali 2010                                                   | Andres Iniesta David Villa                                            | Cap: I.Casillas                                                       |
| 19-11-2008                                                            | Villarreal                                                            | Spagna                                                                | 3 – 0                                                                 | Cile                                                                  | Amichevole                                                            | David Villa (rig.) Fernando Torres Santi Cazorla                      | Cap: I.Casillas                                                       |
| 11-2-2009                                                             | Siviglia                                                              | Spagna                                                                | 2 – 0                                                                 | Inghilterra                                                           | Amichevole                                                            | David Villa Fernando Llorente                                         | Cap: I.Casillas                                                       |
| 28-3-2009                                                             | Madrid                                                                | Spagna                                                                | 1 – 0                                                                 | Turchia                                                               | Qual. Mondiali 2010                                                   | Gerard Pique                                                          | Cap: I.Casillas                                                       |
| 1-4-2009                                                              | Istanbul                                                              | Turchia                                                               | 1 – 2                                                                 | Spagna                                                                | Qual. Mondiali 2010                                                   | Xabi Alonso (rig.) Albert Riera                                       | Cap: I.Casillas                                                       |
| 9-6-2009                                                              | Baku                                                                  | Azerbaigian                                                           | 0 – 6                                                                 | Spagna                                                                | Amichevole                                                            | 3 David Villa 1 (rig.) Albert Riera Dani Guiza Fernando Torres        | Cap: I.Casillas                                                       |
| 14-6-2009                                                             | Durban                                                                | Nuova Zelanda                                                         | 0 – 5                                                                 | Spagna                                                                | Conf. Cup 2009 - 1º turno                                             | 3 Fernando Torres Cesc Fabregas David Villa                           | Cap: I.Casillas                                                       |
| 17-6-2009                                                             | Bloemfontein                                                          | Spagna                                                                | 1 – 0                                                                 | Iraq                                                                  | Conf. Cup 2009 - 1º turno                                             | David Villa                                                           | Cap: I.Casillas                                                       |
| 20-6-2009                                                             | Bloemfontein                                                          | Spagna                                                                | 2 – 0                                                                 | Sudafrica                                                             | Conf. Cup 2009 - 1º turno                                             | David Villa Fernando Llorente                                         | Cap: C.Puyol                                                          |
| 24-6-2009                                                             | Bloemfontein                                                          | Spagna                                                                | 0 – 2                                                                 | Stati Uniti                                                           | Conf. Cup 2009 - semifinale                                           | -                                                                     | Cap: I.Casillas                                                       |
| 28-6-2009                                                             | Durban                                                                | Spagna                                                                | 3 – 2 dts                                                             | Sudafrica                                                             | Conf. Cup 2009 - finale 3º-4º posto                                   | 2 Dani Guiza Xabi Alonso                                              | Cap: I.Casillas                                                       |
| 12-8-2009                                                             | Skopje                                                                | Macedonia                                                             | 2 – 3                                                                 | Spagna                                                                | Amichevole                                                            | Fernando Torres Gerard Pique Albert Riera                             | Cap: C.Puyol                                                          |
| 5-9-2009                                                              | La Coruña                                                             | Spagna                                                                | 5 – 0                                                                 | Belgio                                                                | Qual. Mondiali 2010                                                   | 2 David Silva 2 David Villa Gerard Pique                              | Cap: I.Casillas                                                       |
| 9-9-2009                                                              | Merida                                                                | Spagna                                                                | 3 – 0                                                                 | Estonia                                                               | Qual. Mondiali 2010                                                   | Cesc Fabregas Santi Cazorla Juan Mata                                 | Cap: I.Casillas                                                       |
| 10-10-2009                                                            | Erevan                                                                | Armenia                                                               | 1 – 2                                                                 | Spagna                                                                | Qual. Mondiali 2010                                                   | Cesc Fabregas Juan Mata (rig.)                                        | Cap: Xavi                                                             |
| 14-10-2009                                                            | Zenica                                                                | Bosnia ed Erzegovina                                                  | 2 – 5                                                                 | Spagna                                                                | Qual. Mondiali 2010                                                   | Gerard Pique David Silva 2 Alvaro Negredo Juan Mata                   | Cap: I.Casillas                                                       |
| 14-11-2009                                                            | Madrid                                                                | Spagna                                                                | 2 – 1                                                                 | Argentina                                                             | Amichevole                                                            | 2 Xabi Alonso 1 (rig.)                                                | Cap: I.Casillas                                                       |
| 18-11-2009                                                            | Vienna                                                                | Austria                                                               | 1 – 5                                                                 | Spagna                                                                | Amichevole                                                            | Cesc Fabregas 2 David Villa Dani Guiza Pablo Hernández                | Cap: I.Casillas                                                       |
| 3-3-2010                                                              | Saint-Denis                                                           | Francia                                                               | 0 – 2                                                                 | Spagna                                                                | Amichevole                                                            | David Villa Sergio Ramos                                              | Cap: I.Casillas                                                       |
| 29-5-2010                                                             | Innsbruck                                                             | Spagna                                                                | 3 – 2                                                                 | Arabia Saudita                                                        | Amichevole                                                            | David Villa Xabi Alonso Fernando Llorente                             | Cap: I.Casillas                                                       |
| 3-6-2010                                                              | Innsbruck                                                             | Spagna                                                                | 1 – 0                                                                 | Corea del Sud                                                         | Amichevole                                                            | Jesus Navas                                                           | Cap: S.Ramos                                                          |
| 8-6-2010                                                              | Murcia                                                                | Spagna                                                                | 6 – 0                                                                 | Polonia                                                               | Amichevole                                                            | autorete David Silva Xabi Alonso Cesc Fabregas Fernando Torres Pedro  | Cap: I.Casillas                                                       |
| 16-6-2010                                                             | Durban                                                                | Spagna                                                                | 0 – 1                                                                 | Svizzera                                                              | Mondiali 2010 - 1º turno                                              | -                                                                     | Cap: I.Casillas                                                       |
| 21-6-2010                                                             | Johannesburg                                                          | Spagna                                                                | 2 – 0                                                                 | Honduras                                                              | Mondiali 2010 - 1º turno                                              | 2 David Villa                                                         | Cap: I.Casillas                                                       |
| 25-6-2010                                                             | Pretoria                                                              | Cile                                                                  | 1 – 2                                                                 | Spagna                                                                | Mondiali 2010 - 1º turno                                              | David Villa Andres Iniesta                                            | Cap: I.Casillas                                                       |
| 29-6-2010                                                             | Città del Capo                                                        | Spagna                                                                | 1 – 0                                                                 | Portogallo                                                            | Mondiali 2010 - Ottavi di finale                                      | David Villa                                                           | Cap: I.Casillas                                                       |
| 3-7-2010                                                              | Johannesburg                                                          | Paraguay                                                              | 0 – 1                                                                 | Spagna                                                                | Mondiali 2010 - Quarti di finale                                      | David Villa                                                           | Cap: I.Casillas                                                       |
| 7-7-2010                                                              | Durban                                                                | Germania                                                              | 0 – 1                                                                 | Spagna                                                                | Mondiali 2010 - Semifinale                                            | Carles Puyol                                                          | Cap: I.Casillas                                                       |
| 11-7-2010                                                             | Johannesburg                                                          | Paesi Bassi                                                           | 0 – 1                                                                 | Spagna                                                                | Mondiali 2010 - Finale                                                | Andres Iniesta                                                        | Cap: I.Casillas 1º titolo mondiale                                    |
| 11-8-2010                                                             | Città del Messico                                                     | Messico                                                               | 1 – 1                                                                 | Spagna                                                                | Amichevole                                                            | David Silva                                                           | Cap: I.Casillas                                                       |
| 3-9-2010                                                              | Vaduz                                                                 | Liechtenstein                                                         | 0 – 4                                                                 | Spagna                                                                | Qual. Euro 2012                                                       | 2 Fernando Torres David Villa David Silva                             | Cap: I.Casillas                                                       |
| 7-9-2010                                                              | Buenos Aires                                                          | Argentina                                                             | 4 – 1                                                                 | Spagna                                                                | Amichevole                                                            | Fernando Llorente                                                     | Cap: X.Alonso                                                         |
| 8-10-2010                                                             | Salamanca                                                             | Spagna                                                                | 3 – 1                                                                 | Lituania                                                              | Qual. Euro 2012                                                       | 2 Fernando Llorente David Silva                                       | Cap: I.Casillas                                                       |
| 12-10-2010                                                            | Glasgow                                                               | Scozia                                                                | 2 – 3                                                                 | Spagna                                                                | Qual. Euro 2012                                                       | David Villa (rig.) Andres Iniesta Fernando Llorente                   | Cap: I.Casillas                                                       |
| 17-11-2010                                                            | Lisbona                                                               | Portogallo                                                            | 4 – 0                                                                 | Spagna                                                                | Amichevole                                                            | -                                                                     | Cap: I.Casillas                                                       |
| 9-2-2011                                                              | Madrid                                                                | Spagna                                                                | 1 – 0                                                                 | Colombia                                                              | Amichevole                                                            | David Silva                                                           | Cap: I.Casillas                                                       |
| 25-3-2011                                                             | Granada                                                               | Spagna                                                                | 2 – 1                                                                 | Rep. Ceca                                                             | Qual. Euro 2012                                                       | 2 David Villa (rig.)                                                  | Cap: I.Casillas                                                       |
| 29-3-2011                                                             | Vilnius                                                               | Lituania                                                              | 1 – 3                                                                 | Spagna                                                                | Qual. Euro 2012                                                       | Xavi autorete Juan Mata                                               | Cap: I.Casillas                                                       |
| 4-6-2011                                                              | Foxborough                                                            | Stati Uniti                                                           | 0 – 4                                                                 | Spagna                                                                | Amichevole                                                            | 2 Santi Cazorla Alvaro Negredo Fernando Torres                        | Cap: X.Alonso                                                         |
| 7-6-2011                                                              | Puerto La Cruz                                                        | Venezuela                                                             | 0 – 3                                                                 | Spagna                                                                | Amichevole                                                            | David Villa Pedro Xabi Alonso                                         | Cap: X.Alonso                                                         |
| 10-8-2011                                                             | Bari                                                                  | Italia                                                                | 2 – 1                                                                 | Spagna                                                                | Amichevole                                                            | Xabi Alonso (rig.)                                                    | Cap: I.Casillas                                                       |
| 2-9-2011                                                              | San Gallo                                                             | Spagna                                                                | 3 – 2                                                                 | Cile                                                                  | Amichevole                                                            | Andres Iniesta 2 Cesc Fabregas                                        | Cap: I.Casillas                                                       |
| 6-9-2011                                                              | Logroño                                                               | Spagna                                                                | 6 – 0                                                                 | Liechtenstein                                                         | Qual. Euro 2012                                                       | 2 Alvaro Negredo Xavi Sergio Ramos 2 David Villa                      | Cap: I.Casillas                                                       |
| 7-10-2011                                                             | Praga                                                                 | Rep. Ceca                                                             | 0 – 2                                                                 | Spagna                                                                | Qual. Euro 2012                                                       | Juan Mata Xabi Alonso                                                 | Cap: I.Casillas                                                       |
| 11-10-2011                                                            | Alicante                                                              | Spagna                                                                | 3 – 1                                                                 | Scozia                                                                | Qual. Euro 2012                                                       | 2 David Silva David Villa                                             | Cap: X.Alonso                                                         |
| 12-11-2011                                                            | Londra                                                                | Inghilterra                                                           | 1 – 0                                                                 | Spagna                                                                | Amichevole                                                            | -                                                                     | Cap: I.Casillas                                                       |
| 15-11-2011                                                            | San José                                                              | Costa Rica                                                            | 2 – 2                                                                 | Spagna                                                                | Amichevole                                                            | David Silva David Villa                                               | Cap: I.Casillas                                                       |
| 29-2-2012                                                             | Malaga                                                                | Spagna                                                                | 5 – 0                                                                 | Venezuela                                                             | Amichevole                                                            | Andres Iniesta David Silva 3 Roberto Soldado                          | Cap: I.Casillas                                                       |
| 26-5-2012                                                             | San Gallo                                                             | Spagna                                                                | 2 – 0                                                                 | Serbia                                                                | Amichevole                                                            | Adrián López Santi Cazorla (rig.)                                     | Cap: I.Casillas                                                       |
| 30-5-2012                                                             | Berna                                                                 | Spagna                                                                | 4 – 1                                                                 | Corea del Sud                                                         | Amichevole                                                            | Fernando Torres Xabi Alonso (rig.) Santi Cazorla Alvaro Negredo       | Cap: X.Alonso                                                         |
| 3-6-2012                                                              | Villarreal                                                            | Spagna                                                                | 1 – 0                                                                 | Cina                                                                  | Amichevole                                                            | David Silva                                                           | Cap: I.Casillas                                                       |
| 10-6-2012                                                             | Danzica                                                               | Spagna                                                                | 1 – 1                                                                 | Italia                                                                | Euro 2012 - 1º turno                                                  | Cesc Fabregas                                                         | Cap: I.Casillas                                                       |
| 14-6-2012                                                             | Danzica                                                               | Spagna                                                                | 4 – 0                                                                 | Irlanda                                                               | Euro 2012 - 1º turno                                                  | 2 Fernando Torres David Silva Cesc Fabregas                           | Cap: I.Casillas                                                       |
| 18-6-2012                                                             | Danzica                                                               | Croazia                                                               | 0 – 1                                                                 | Spagna                                                                | Euro 2012 - 1º turno                                                  | Jesus Navas                                                           | Cap: I.Casillas                                                       |
| 23-6-2012                                                             | Donec'k                                                               | Spagna                                                                | 2 – 0                                                                 | Francia                                                               | Euro 2012 - Quarti di finale                                          | 2 Xabi Alonso 1 (rig.)                                                | Cap: I.Casillas                                                       |
| 27-6-2012                                                             | Donec'k                                                               | Portogallo                                                            | 0 – 0 dts (2 - 4 dtr)                                                 | Spagna                                                                | Euro 2012 - Semifinale                                                | -                                                                     | Cap: I.Casillas                                                       |
| 1-7-2012                                                              | Kiev                                                                  | Spagna                                                                | 4 – 0                                                                 | Italia                                                                | Euro 2012 - Finale                                                    | David Silva Jordi Alba Fernando Torres Juan Mata                      | Cap: I.Casillas 3º titolo europeo                                     |
| 15-8-2012                                                             | Bayamón                                                               | Porto Rico                                                            | 1 – 2                                                                 | Spagna                                                                | Amichevole                                                            | Santi Cazorla Cesc Fabregas                                           | Cap: X.Alonso                                                         |
| 7-9-2012                                                              | Pontevedra                                                            | Spagna                                                                | 5 – 0                                                                 | Arabia Saudita                                                        | Amichevole                                                            | Santi Cazorla 2 Pedro Xavi David Villa (rig.)                         | Cap: F.Torres                                                         |
| 11-9-2012                                                             | Tbilisi                                                               | Georgia                                                               | 0 – 1                                                                 | Spagna                                                                | Qual. Mondiali 2014                                                   | Roberto Soldado                                                       | Cap: I.Casillas                                                       |
| 12-10-2012                                                            | Minsk                                                                 | Bielorussia                                                           | 0 – 4                                                                 | Spagna                                                                | Qual. Mondiali 2014                                                   | Jordi Alba 3 Pedro                                                    | Cap: I.Casillas                                                       |
| 16-10-2012                                                            | Madrid                                                                | Spagna                                                                | 1 – 1                                                                 | Francia                                                               | Qual. Mondiali 2014                                                   | Sergio Ramos                                                          | Cap: I.Casillas                                                       |
| 14-11-2012                                                            | Panama                                                                | Panama                                                                | 1 – 5                                                                 | Spagna                                                                | Amichevole                                                            | 2 Pedro David Villa Sergio Ramos Markel Susaeta                       | Cap: D.Villa                                                          |
| 6-2-2013                                                              | Doha                                                                  | Spagna                                                                | 3 – 1                                                                 | Uruguay                                                               | Amichevole                                                            | 2 Pedro Cesc Fabregas                                                 | Cap: C.Puyol                                                          |
| 22-3-2013                                                             | Gijón                                                                 | Spagna                                                                | 1 – 1                                                                 | Finlandia                                                             | Qual. Mondiali 2014                                                   | Sergio Ramos                                                          | Cap: S.Ramos                                                          |
| 26-3-2013                                                             | Saint-Denis                                                           | Francia                                                               | 0 – 1                                                                 | Spagna                                                                | Qual. Mondiali 2014                                                   | Pedro                                                                 | Cap: Xavi                                                             |
| 8-6-2013                                                              | East Rutherford                                                       | Spagna                                                                | 2 – 1                                                                 | Haiti                                                                 | Amichevole                                                            | Santi Cazorla Cesc Fabregas                                           | Cap: I.Casillas                                                       |
| 12-6-2013                                                             | New York                                                              | Spagna                                                                | 2 – 0                                                                 | Irlanda                                                               | Amichevole                                                            | Roberto Soldado Juan Mata                                             | Cap: Xavi                                                             |
| 17-6-2013                                                             | Recife                                                                | Spagna                                                                | 2 – 1                                                                 | Uruguay                                                               | Conf. Cup 2013 - 1º turno                                             | Pedro Roberto Soldado                                                 | Cap: I.Casillas                                                       |
| 17-6-2013                                                             | Rio de Janeiro                                                        | Spagna                                                                | 10 – 0                                                                | Tahiti                                                                | Conf. Cup 2013 - 1º turno                                             | 4 Fernando Torres 2 David Silva 3 David Villa Juan Mata               | Cap: I.Casillas                                                       |
| 23-6-2013                                                             | Fortaleza                                                             | Nigeria                                                               | 0 – 3                                                                 | Spagna                                                                | Conf. Cup 2013 - 1º turno                                             | 2 Jordi Alba Fernando Torres                                          | Cap: Xavi                                                             |
| 27-6-2013                                                             | Fortaleza                                                             | Spagna                                                                | 0 – 0 dts (7 - 6 dtr)                                                 | Italia                                                                | Conf. Cup 2013 - Semifinale                                           | -                                                                     | Cap: I.Casillas                                                       |
| 1-7-2013                                                              | Rio de Janeiro                                                        | Brasile                                                               | 3 – 0                                                                 | Spagna                                                                | Conf. Cup 2013 - Finale                                               | -                                                                     | Cap: I.Casillas                                                       |
| 14-8-2013                                                             | Guayaquil                                                             | Ecuador                                                               | 0 – 2                                                                 | Spagna                                                                | Amichevole                                                            | Alvaro Negredo Santi Cazorla                                          | Cap: I.Casillas                                                       |
| 6-9-2013                                                              | Helsinki                                                              | Finlandia                                                             | 0 – 2                                                                 | Spagna                                                                | Qual. Mondiali 2014                                                   | Jordi Alba Alvaro Negredo                                             | Cap: I.Casillas                                                       |
| 10-9-2013                                                             | Ginevra                                                               | Spagna                                                                | 2 – 2                                                                 | Cile                                                                  | Amichevole                                                            | Roberto Soldado Jesus Navas                                           | Cap: Xavi                                                             |
| 11-10-2013                                                            | Palma di Maiorca                                                      | Spagna                                                                | 2 – 1                                                                 | Bielorussia                                                           | Qual. Mondiali 2014                                                   | Xavi Alvaro Negredo                                                   | Cap: Xavi                                                             |
| 15-10-2013                                                            | Albacete                                                              | Spagna                                                                | 2 – 0                                                                 | Georgia                                                               | Qual. Mondiali 2014                                                   | Alvaro Negredo Juan Mata                                              | Cap: I.Casillas                                                       |
| 16-10-2013                                                            | Malabo                                                                | Guinea Equatoriale                                                    | 1 – 2                                                                 | Spagna                                                                | Amichevole                                                            | Santi Cazorla Juanfran                                                | Cap: X.Alonso                                                         |
| 19-11-2013                                                            | Durban                                                                | Sudafrica                                                             | 1 – 0                                                                 | Spagna                                                                | Amichevole                                                            | -                                                                     | Cap: I.Casillas                                                       |
| 5-3-2014                                                              | Madrid                                                                | Spagna                                                                | 1 – 0                                                                 | Italia                                                                | Amichevole                                                            | Pedro                                                                 | Cap: I.Casillas                                                       |
| 30-5-2014                                                             | Siviglia                                                              | Spagna                                                                | 2 – 0                                                                 | Bolivia                                                               | Amichevole                                                            | Fernando Torres (rig.) Andres Iniesta                                 | Cap: Xavi                                                             |
| 7-6-2014                                                              | Washington                                                            | El Salvador                                                           | 0 – 2                                                                 | Spagna                                                                | Amichevole                                                            | 2 David Villa                                                         | Cap: I.Casillas                                                       |
| 13-6-2014                                                             | Salvador de Bahia                                                     | Spagna                                                                | 1 – 5                                                                 | Paesi Bassi                                                           | Mondiali 2014 - 1º turno                                              | Xabi Alonso (rig.)                                                    | Cap: I.Casillas                                                       |
| 18-6-2014                                                             | Rio de Janeiro                                                        | Spagna                                                                | 0 – 2                                                                 | Cile                                                                  | Mondiali 2014 - 1º turno                                              | -                                                                     | Cap: I.Casillas                                                       |
| 23-6-2014                                                             | Curitiba                                                              | Australia                                                             | 0 – 3                                                                 | Spagna                                                                | Mondiali 2014 - 1º turno                                              | David Villa Fernando Torres Juan Mata                                 | Cap: S.Ramos                                                          |
| 4-9-2014                                                              | Saint-Denis                                                           | Francia                                                               | 1 – 0                                                                 | Spagna                                                                | Amichevole                                                            | -                                                                     | Cap: S.Ramos                                                          |
| 8-9-2014                                                              | Valencia                                                              | Spagna                                                                | 5 – 1                                                                 | Macedonia                                                             | Qual. Euro 2016                                                       | Sergio Ramos (rig.) Paco Alcacer Sergio Busquets David Silva Pedro    | Cap: I.Casillas                                                       |
| 9-10-2014                                                             | Žilina                                                                | Slovacchia                                                            | 2 – 1                                                                 | Spagna                                                                | Qual. Euro 2016                                                       | Paco Alcacer                                                          | Cap: I.Casillas                                                       |
| 12-10-2014                                                            | Lussemburgo                                                           | Lussemburgo                                                           | 0 – 4                                                                 | Spagna                                                                | Qual. Euro 2016                                                       | David Silva Paco Alcacer Diego Costa Juan Bernat                      | Cap: A.Iniesta                                                        |
| 15-11-2014                                                            | Huelva                                                                | Spagna                                                                | 3 – 0                                                                 | Bielorussia                                                           | Qual. Euro 2016                                                       | Isco Sergio Busquets Pedro                                            | Cap: I.Casillas                                                       |
| 18-11-2014                                                            | Vigo                                                                  | Spagna                                                                | 0 – 1                                                                 | Germania                                                              | Amichevole                                                            | -                                                                     | Cap: I.Casillas                                                       |
| 27-3-2015                                                             | Siviglia                                                              | Spagna                                                                | 1 – 0                                                                 | Ucraina                                                               | Qual. Euro 2016                                                       | Alvaro Morata                                                         | Cap: I.Casillas                                                       |
| 31-3-2015                                                             | Amsterdam                                                             | Paesi Bassi                                                           | 2 – 0                                                                 | Spagna                                                                | Amichevole                                                            | -                                                                     | Cap: C.Fabregas                                                       |
| 11-6-2015                                                             | León                                                                  | Spagna                                                                | 2 – 1                                                                 | Costa Rica                                                            | Amichevole                                                            | Paco Alcacer Cesc Fabregas                                            | Cap: S.Ramos                                                          |
| 14-6-2015                                                             | Minsk                                                                 | Bielorussia                                                           | 0 – 1                                                                 | Spagna                                                                | Qual. Euro 2016                                                       | David Silva                                                           | Cap: I.Casillas                                                       |
| 5-9-2015                                                              | Oviedo                                                                | Spagna                                                                | 2 – 0                                                                 | Slovacchia                                                            | Qual. Euro 2016                                                       | Jordi Alba Andres Iniesta (rig.)                                      | Cap: I.Casillas                                                       |
| 8-9-2015                                                              | Skopje                                                                | Macedonia                                                             | 0 – 1                                                                 | Spagna                                                                | Qual. Euro 2016                                                       | Juan Mata                                                             | Cap: S.Ramos                                                          |
| 9-10-2015                                                             | Logroño                                                               | Spagna                                                                | 4 – 0                                                                 | Lussemburgo                                                           | Qual. Euro 2016                                                       | 2 Santi Cazorla 2 Paco Alcacer                                        | Cap: I.Casillas                                                       |
| 12-10-2015                                                            | Kiev                                                                  | Ucraina                                                               | 0 – 1                                                                 | Spagna                                                                | Qual. Euro 2016                                                       | Mario Gaspar                                                          | Cap: C.Fabregas                                                       |
| 13-11-2015                                                            | Alicante                                                              | Spagna                                                                | 2 – 0                                                                 | Inghilterra                                                           | Amichevole                                                            | Mario Gaspar Santi Cazorla                                            | Cap: I.Casillas                                                       |
| 24-3-2016                                                             | Udine                                                                 | Italia                                                                | 1 – 1                                                                 | Spagna                                                                | Amichevole                                                            | Aritz Aduriz                                                          | Cap: S.Ramos                                                          |
| 27-3-2016                                                             | Cluj-Napoca                                                           | Romania                                                               | 0 – 0                                                                 | Spagna                                                                | Amichevole                                                            | -                                                                     | Cap: I.Casillas                                                       |
| 29-5-2016                                                             | San Gallo                                                             | Spagna                                                                | 3 – 1                                                                 | Bosnia ed Erzegovina                                                  | Amichevole                                                            | 2 Nolito Pedro                                                        | Cap: C.Fabregas                                                       |
| 1-6-2016                                                              | Salisburgo                                                            | Spagna                                                                | 6 – 1                                                                 | Corea del Sud                                                         | Amichevole                                                            | David Silva Cesc Fabregas 2 Nolito 2 Alvaro Morata                    | Cap: I.Casillas                                                       |
| 7-6-2016                                                              | Getafe                                                                | Spagna                                                                | 0 – 1                                                                 | Georgia                                                               | Amichevole                                                            | -                                                                     | Cap: S.Ramos                                                          |
| 13-6-2016                                                             | Tolosa                                                                | Spagna                                                                | 1 – 0                                                                 | Rep. Ceca                                                             | Euro 2016 - 1º turno                                                  | Gerard Pique                                                          | Cap: S.Ramos                                                          |
| 17-6-2016                                                             | Nizza                                                                 | Spagna                                                                | 3 – 0                                                                 | Turchia                                                               | Euro 2016 - 1º turno                                                  | 2 Alvaro Morata Nolito                                                | Cap: S.Ramos                                                          |
| 21-6-2016                                                             | Bordeaux                                                              | Croazia                                                               | 2 – 1                                                                 | Spagna                                                                | Euro 2016 - 1º turno                                                  | Alvaro Morata                                                         | Cap: S.Ramos                                                          |
| 27-6-2016                                                             | Saint-Denis                                                           | Italia                                                                | 2 – 0                                                                 | Spagna                                                                | Euro 2016 - Ottavi di finale                                          | -                                                                     | Cap: S.Ramos                                                          |
| Totale                                                                |                                                                       | Presenze                                                              | 114                                                                   |                                                                       | Reti                                                                  | 254                                                                   |                                                                       |

## Palmarès

### Giocatore
- Campionato spagnolo: 5

Real Madrid: 1974-1975, 1975-1976, 1977-1978, 1978-1979, 1979-1980
- Coppa di Spagna: 4

Real Madrid: 1973-1974, 1974-1975, 1979-1980, 1981-1982

### Allenatore

#### Club

##### Competizioni nazionali
- Campionato spagnolo: 2

Real Madrid: 2000-2001, 2002-2003
- Supercoppa di Spagna: 1

Real Madrid: 2001

##### Competizioni internazionali
- Coppa Iberoamericana: 1

Real Madrid: 1994
- UEFA Champions League: 2

Real Madrid: 1999-2000, 2001-2002
- Supercoppa UEFA: 1

Real Madrid: 2002
- Coppa Intercontinentale: 1

Real Madrid: 2002

#### Nazionale
- Campionato mondiale: 1

Spagna: Sudafrica 2010
- Campionato d'Europa: 1

Spagna: Polonia-Ucraina 2012

#### Individuale
- Onze d'or: 1

2000
- Allenatore dell'anno UEFA: 1

2002
- Miglior allenatore dell'anno IFFHS: 1

2002
- Commissario tecnico dell'anno IFFHS: 4

2009, 2010, 2012, 2013
- Allenatore dell'anno World Soccer: 1

2012
- FIFA World Coach of the Year: 1

2012